# D’Nash
D’Nash, do marca 2007 roku znany jako NASH – hiszpański boysband, założony w 2005, reprezentant Hiszpanii w 52. Konkursie Piosenki Eurowizji (2007).

## Historia zespołu
Zespół został założony w 2005 pod nazwą NASH, w jego skład weszli: Esteban Piñero Camacho, Michael Hennet Sotomayor, Francisco Javier Álvarez Colinet i Antonio Martos Ortiz. W lutym 2006 wydali debiutancki singiel „Capaz de todo”, który zapowiadał ich pierwszy album studyjny o tym samym tytule. Wydawnictwo ukazało się pod koniec marca tego samego roku. Jeszcze do końca 2006 wydali trzy single: „¿Dónde estás?”, „¿Qué sabes del amor?” i „Más allá de las estrellas”.

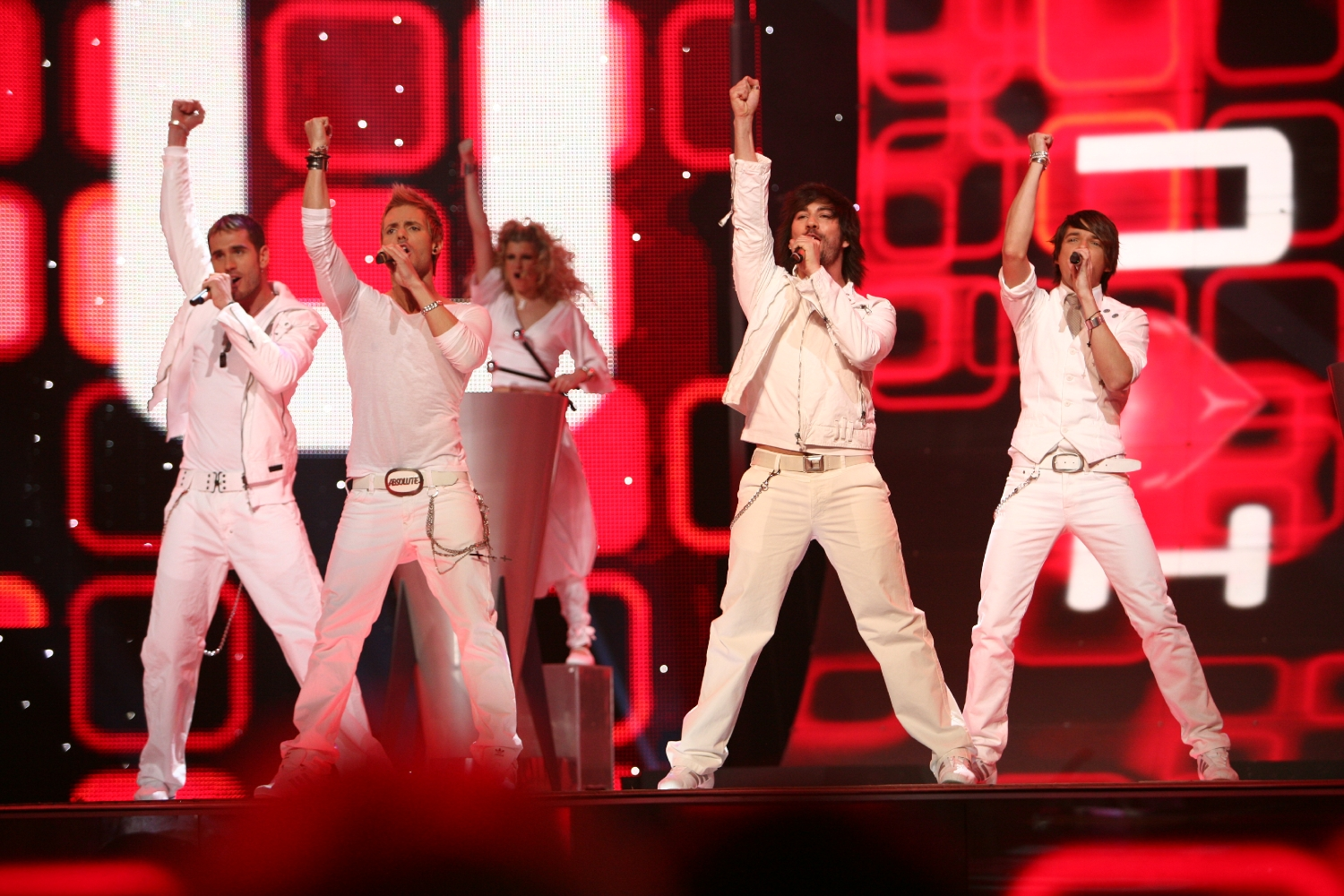
D’Nash podczas występu w finale 52. Konkursie Piosenki Eurowizji, maj 2007

W 2007 zakwalifikowali się do krajowych eliminacji eurowizyjnych Misión Eurovisión 2007. W lutym wystąpili w półfinale selekcji i dostali się do finału jedni z pięciu uczestników. Wykonali wówczas pięć propozycji konkursowych, w tym m.in. piosenkę „I Love You Mi Vida”, z którą zajęli pierwsze miejsce, zostając reprezentantami Hiszpanii w 52. Konkursie Piosenki Eurowizji w Helsinkach. 12 maja wystąpili (pod nazwą D’Nash) jako drudzy w kolejności w finale konkursu i zajęli 20. miejsce ze 43 punktami na koncie, w tym m.in. z maksymalną notą 12 punktów od Albanii. W międzyczasie wydali reedycję swojego debiutu, który został wzbogacony o piosenkę „I Love You Mi Vida” i cztery piosenki wykonane podczas konkursu Misión Eurovisión 2007. W grudniu wydali drugi album studyjny, zatytułowany Todo va a Cambiar, na którym znalazł się m.in. singiel „Amanda”. 22 lipca 2008 z zespołu odszedł Antonio Martos Ortiz.
Pod koniec marca 2011 wydali trzeci album studyjny, zatytułowany Garabatos, który zadebiutował na 46. miejscu listy najczęściej kupowanych płyt w kraju. Słabe wyniki sprzedaży płyty spowodowały, że w 2013 wokaliści ogłosili zakończenie współpracy. W grudniu 2014 jednorazowo wystąpili z koncertem w Madrycie.

## Członkowie zespołu
- Basty, właściwie Esteban Piñero Camacho – ur. 28 lutego 1981 w Kadyksie (2005–2013)
- Mikel, właściwie Michael Hennet Sotomayor – ur. 20 stycznia 1983 w Puerto de la Cruz na Teneryfie (2005–2013)
- Javi, właściwie Francisco Javier Álvarez Colinet – ur. 30 kwietnia 1983 w Sewilli (2005–2013)
- Ony, właściwie Antonio Martos Ortiz – ur. 19 lutego 1981 w Walencji (2005–lipiec 2008)

## Dyskografia

### Albumy studyjne
- Capaz de todo (2006)
- Todo va a Cambiar (2007)
- Garabatos (2011)